# Alexandru Bardieru
Alexandru Bardieru (n. 13 februarie 1913, Nesfoaia, fost jud. Hotin;  d. 22 septembrie 1994, Botoșani a fost un prozator, folctorist si publicist român.

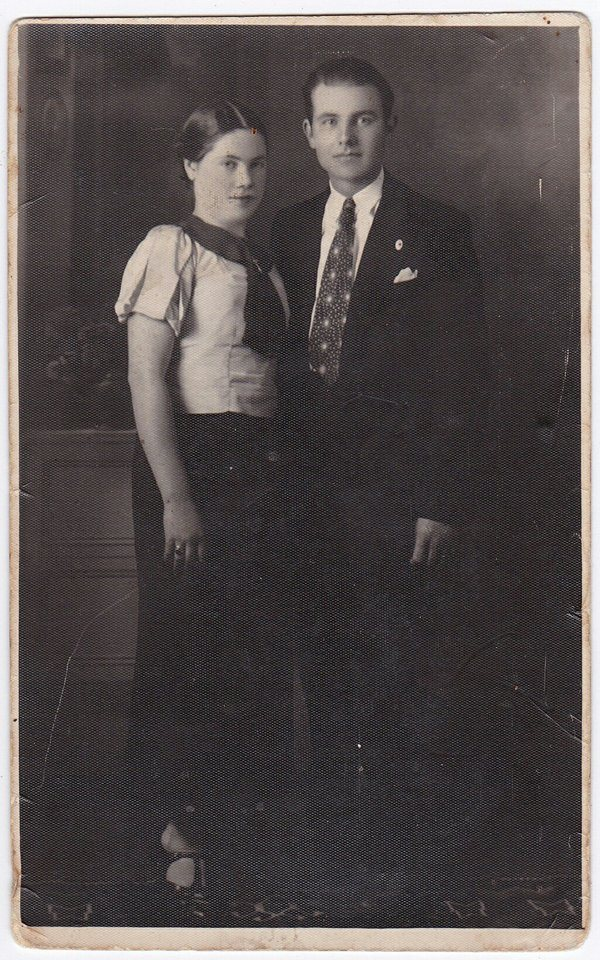
Alexandru Bardieru împreuna cu nevasta sa, Ecaterina Bardieru

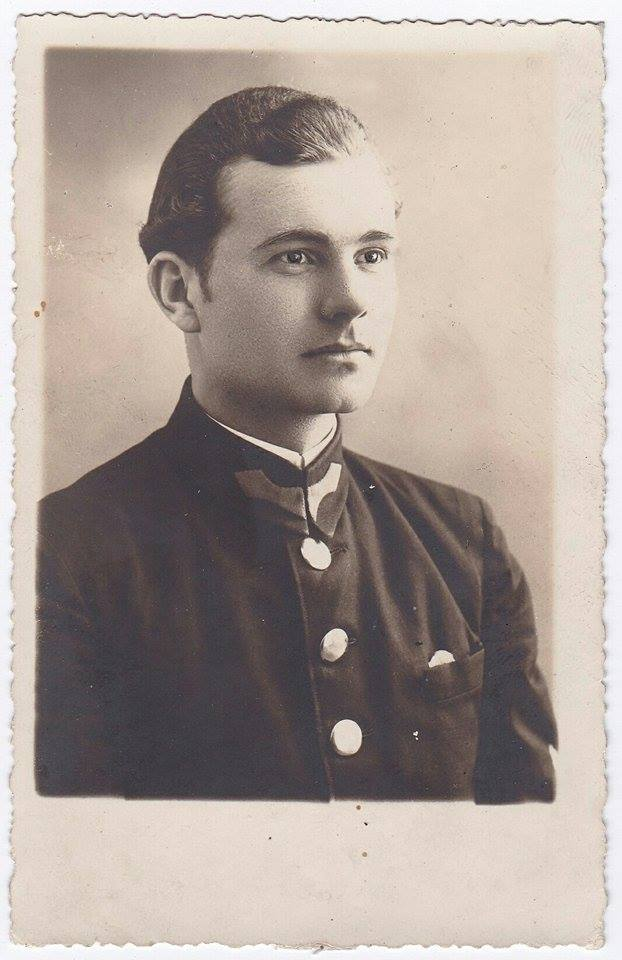
Alexandru Bardieru

## Biografie
A absolvit școala primară în satul natal, Seminarul Teologic (1927-1935), Facultatea de Teologie din Chișinău (1935-1939), fapt deosebit de rar pentru aceea perioadă, având în vedere ca preoții făceau numai seminarul teologic,  apoi finalizează Seminarul Pedagogic Universitar din Cernăuți (1942-1943), cu examen de capacitate la religie (1946). În 1938 este hirotonisit preot în parohia Rângaci, lângă Hotin, unde a slujit până la ocuparea teritoriului de către Rusia sovietică. S-a refugiat peste Prut, unde a găsit adăpost la Artur Gorovei. Un timp a slujit în satul Ruși-jud. Baia (1940-1941), iar la eliberarea Basarabiei a fost numit la parohia Marșenița-Hotin, din ținutul natal (1941-1944); a mai slujit în parohii din Corabia–Olt (1944-1945), Buciumeni–Fălticeni (1945-1949), Boroaia-Suceava (1949-1960), Broscăuți-Dorohoi (1960-1971), Botoșani (1971-1994); protopop la Boroaia-Suceava (1949-1951), prof. de Religie la Corabia și Fălticeni (1944-1949), iconom stavrofor (1953).
Cronica Parohiei Boroaia-Vale menționează următorii preoți slujitori ai acestui lăcaș de cult: Petru (ctitorul), Ioan, diaconul Ioniță Mateianu, Costache Ionescu, Th. Ionescu, Ștefan Rafael, Mihai Beraru, Ioan Eșanu, Ștefan Grosu, Alexandru Bardieru, Mircea Diaconescu, Ioan Argatu (viitorul arhimandrit Ilarion Argatu), Alexandru Argatu, Florin Meștereanu etc.
A debutat publicistic în Cuvânt moldovenesc la 4 aug. 1929, dar colaborator devine abia în 1932, când începe să publice recenzii, note, poezii, impresii de călătorie și texte folclorice culese în peregrinările sale (semnând uneori și cu pseud. Delanesfoia). În anii de studenție semnează publicistică în numeroase periodice din Basarabia, Moldova de peste Prut și Muntenia:Bugeacul, Bărăganul, Cuget moldovenesc, Gazeta Basarabiei, Itinerar, Luminătorul, Pagini basarabene, Poetul, Porunca vremii, Raza, Solia, Suceava, Tribuna tineretului (red.) ș.a. În perioda 1939-1944, chiar în condițiile precare ale războiului, își continuă activitatea publicistică și literară, articolele sale apărând în rev.: Bucovina, Bucovina literară (Cernăuți), Cetatea Moldovei (Iași), Cuget clar, Cuvânt Moldovenesc(Chișinău),În muguriri(Fălticeni), Observatorul (Dorohoi), Păstorul Tutovei, Vestitorul satelor, Viața Basarabiei. A tipărit și câteva broșuri religioase: Carte de rugăciuni (1941), Hristos, pacea lumii (1941), Mărturii împotriva stilismului(1941), Misiunea Sacerdotală (1941),  Povățuitor pentru suflet și viață (1943), dar, din cauza condițiilor neprielnice, nu a reușit  să-și publice în volum versurile, proza și culegerile folclorice, lucru regretabil, mai ales că nuvele sale din această perioadă demonstrează un remarcabil talent de prozator: Pe drum de iarnă, Icoane de la țară, Presimțire, Visul Lisavetei lui Nilici.
În Botoșani a funcționat ca preot la Biserica „Duminica Mare”, continuându-și activitatea literară și de cercetare, scriind cărți de povești și publicând în presa locală și națională documente cu valoare istorică, amintiri despre Artur Gorovei, Magda Isanos, M. Sevastos, Otilia Cazimir, Gala Galaction, M. Sadoveanu, D. Furtună ș.a., articole literare, recenzii, poezii și folclor la: Clopotul (1968), Albina, Ateneu, Caiete botoșănene, Iașul literar, Itinerar, Îndrumătorul Cultural, Luminatorul, Manuscriptum, Ramuri, Raza, Viața Basarabiei. A cules și alcătuit antologia de folclor – Antologia Crăciunului; a întreținut legături de prietenie și colaborare cu folcloriștii Artur Gorovei și Dumitru Furtună.
Preotul și scriitorul Alexandru Bardieru a depănat amintiri dragi despre poeta Magda Isanos, în revista Clopotul din Botoșani: „Cunoștința mea cu Magda Isanos, își are geneza într-un fapt literar. Amândoi învățam în același oraș, eram în aceeași clasă, dar la școli cu profil diferit. Cum demonul scrisului mă încerca de pe atunci, Societatea Culturală a școlii mă însărcinase cu redactarea unei reviste, intitulată Limba noastră. Magda Isanos conducea și ea o revistă intitulată modest Ghiocei. Așadar, din scris ne cunoaștem. La o perioadă de numai zece ani tereștri, eleva de care mă despărțeam atunci, avea să urce coordonatele Parnasului, mai vertiginos decât mă așteptam. Avea să treacă prin frumusețile acestei vieți, atingând toate treptele: de la eminenta studentă, la dârza apărătoare a celor obidiți, de la devotata soție, la duioasa mamă, și de la conștienta cetățeancă, la înflăcărata stegară a „veacului cel mare”. Poeta se impune în lumea literelor, și este apreciată elogios de critică. Dar, – suferindă și mai ales conștientă că aripa morții fâlfâie în preajma sa, se îndârjește mai aprig. Scrie cu febrilitate. Abia apucase să vadă și să salute triumful „anului unu”, bucuria i se frânge fulgerător, și pentru totdeauna în trista zi de 14 noiembrie 1944”. 
Alexandru Bardieru scria în revista Viața Basarabiei (nr.3-4, 1943; p.243), o schiță-necrolog de toată frumusețea, evocând simplu și convingător chipul acelei care, în viața de toate zilele, a fost Speranța Tudor: „De familia Tudor, sau să fim în nota titlului, de Speranța Tudor mă leagă amintiri scumpe din anii cei mai frumoși ai vieții, din anii studenției. Numai ce scăpasem de zidurile înguste ale seminarului și de uniforma cu guler strâmt și nasturi argintii, că toamna ne-am înscris la facultate cu o altă viață, de libertate, de afirmare și de manifestare nestingherită a crezului și gândurile noastre tinerești, cultivate pe băncile școlii. Într-o seară de toamnă, mi se pare, l-am cunoscut pe d. Iorgu Tudor la o adunare gazetărească. Chipul său blând și numele său pe care-l cunoșteam din copilărie de pe paginile Cuvântului Moldovenesc m-a a atras, și din seara cea ne-am împrietenit”.
După moartea cărturarului și preotului Dumitru Furtună (1890 -1965) din Dorohoi, cunoscut ca o distinsă personalitate culturală a Moldovei, restul arhivei sale a fost revizuit de Alexandru Bardieru. În ziarul "Clopotul", din 17 august 1969, Alexandru Bardieru scrie în articolul Un distins cârturar, D. Furtuna: „Avînd prilejul să răsfoiesc filă cu filă hîrtiile rămase, mi-am putut da seama de forța uriașă de muncă a acestui modest cărturar ... Cu ocazia revizuirii și aranjării hartiilor sale, am găsit însemnările a o mulțime de titluri, ce formau obiectul a zeci de lucrări, unele în proiect, altele conspectate, iar parte din ele finisate. Mă gândesc la pierderea ireparabilă pentru literatura noastră prin dispariția lucrarii „Viata și opera lui Ion Creanga”,  în 3 volume, un studiu complet și un material inedit”.
A fost membru al Societății Scriitorilor din Basarabia, membru al Uniunii Scriitorilor din România (1979), membru activ al Filialei Botoșani a Cenaclului literar al Uniunii Scriitorilor din România. Figurează în antologia de lirică basarabeană Mireasa de peste Prut , antologie scrisă de Al. Darie (București: Editura Didactică și Pedagogică, 1994).
 

## Opere
- Mreană, mreană năzdrăvană (povești; București: Editura Ion Creangă; cu ed. în lb. maghiară și germană) (1875)
- Păpușa năzdrăvană (basme din ținutul Botoșanilor; Iași: Junimea) (1976)
- Norocel Degețel (povești; București: Editura Ion Creangă) (1978)
- Povești năzdrăvane (București: Editura Ion Creangă)  (1982)
- Poezii populare din județul Botoșani: cântece bătrânești (Botoșani: Axa) (1997)

## Rămase in manuscris
- Mâine anul se-nnoiește (plugușoare din zona Botoșanilor)
- Cântece bătrânești de pe Valea Jijiei
- Alte povești năzdrăvane
- Mâine anul se-nnoiește (plugușoare din zona Botoșanilor)
- Pe urmele pașilor lui Isus (amintiri din călătoria în Țara Sfântă)
- Documente literare, memorii și profiluri literare